# Saint-Symphorien-de-Lay
Saint-Symphorien-de-Lay je naselje in občina v jugovzhodnem francoskem departmaju Loire regije Rona-Alpe. Leta 2014 je naselje imelo 1.881 prebivalcev.

## Geografija
Kraj leži v pokrajini Forez ob reki Gand, 18 km jugovzhodno od Roanne.

## Uprava
Saint-Symphorien-de-Lay je sedež istoimenskega kantona, v katerega so poleg njegove vključene še občine Chirassimont, Cordelle, Croizet-sur-Gand, Fourneaux, Lay, Machézal, Neaux, Neulise, Pradines, Régny, Saint-Cyr-de-Favières, Saint-Just-la-Pendue, Saint-Priest-la-Roche, Saint-Victor-sur-Rhins in Vendranges s 13.274 prebivalci (v letu 2010).
Kanton Saint-Symphorien-de-Lay je sestavni del okrožja Roanne.

## Zanimivosti
- neoklasicistična cerkev sv. Simforijana iz 19. stoletja,
- kapela sv. Ane de Montcizor iz leta 1872,
- kapela sv. Karla Démie iz sredine 19. stoletja,
- Relais de la Tête Noire, vmesna postaja za kraljeve odposlance, zgrajena v 15. stoletju pod Ludvikom XI.,
- Relais de la Poste aux Chevaux, postojanka za konje, dvonadstropna stavba iz leta 1836, danes se v njej nahaja sedež družbe za zdravo prehrano,
- nekdanji železniški viadukt de la Roche, danes namenjen pohodnikom.